# Championnat de France de football de deuxième division 1981-1982
Navigation
Division 2 1980-1981 Division 2 1982-1983
Le Championnat de France de football Division 2 1981-1982 a vu la victoire du Toulouse Football Club.

## Les 36 clubs participants
| Groupe A - Gazélec Ajaccio - AS Béziers - Amicale de la Jeunesse Blésoise - Association sportive de Cannes football - CS Louhans-Cuiseaux - Club Sportif de Fontainebleau - FC Gueugnon - Football Club Association Sportive de Grenoble - AS Libourne - Olympique de Marseille - FC Martigues - Nîmes Olympique - Union Sportive d'Orléans - Paris Football Club - SR Saint-Dié - CS Thonon - Sporting Club de Toulon - Toulouse FC | Groupe B - Sporting Club Abbeville - Angers sporting club de l'Ouest - AS Angoulême - Racing Club Franc-Comtois de Besançon - Calais Racing Union football club - La Berrichonne de Châteauroux - USL Dunkerque - EA Guingamp - Le Havre Athletic Club - Limoges FC - FC Mulhouse - EDS Montluçon - Union Sportive de Nœux-les-Mines - Stade Quimpérois - Stade de Reims - Stade rennais FC - FC Rouen - Stade Français 92 |

## Classement final Groupe A[1]
| Rang | Équipe                 | Pts | J  | G  | N  | P  | Bp | Bc | Diff |
| ---- | ---------------------- | --- | -- | -- | -- | -- | -- | -- | ---- |
| 1    | Toulouse FC            | 46  | 34 | 18 | 10 | 6  | 50 | 25 | +25  |
| 2    | CS Thonon              | 46  | 34 | 18 | 10 | 6  | 38 | 23 | +15  |
| 3    | Olympique de Marseille | 43  | 34 | 14 | 15 | 5  | 48 | 33 | +15  |
| 4    | SC Toulon              | 40  | 34 | 15 | 10 | 9  | 62 | 50 | +12  |
| 5    | CS Louhans-Cuiseaux    | 37  | 34 | 16 | 5  | 13 | 49 | 54 | -5   |
| 6    | Nîmes Olympique        | 35  | 34 | 14 | 7  | 13 | 57 | 49 | +8   |
| 7    | AS Béziers             | 35  | 34 | 12 | 11 | 11 | 39 | 35 | +4   |
| 8    | AS Cannes              | 35  | 34 | 11 | 13 | 10 | 40 | 37 | +3   |
| 9    | US Orléans             | 35  | 34 | 12 | 11 | 11 | 33 | 37 | -4   |
| 10   | Paris FC               | 34  | 34 | 11 | 12 | 11 | 46 | 45 | +1   |
| 11   | FC Gueugnon            | 33  | 34 | 10 | 13 | 11 | 33 | 34 | -1   |
| 12   | FCAS Grenoble          | 32  | 34 | 7  | 18 | 9  | 31 | 29 | +2   |
| 13   | FC Martigues           | 32  | 34 | 12 | 8  | 14 | 40 | 43 | -3   |
| 14   | AS Libourne            | 31  | 34 | 10 | 11 | 13 | 37 | 38 | -1   |
| 15   | CS Fontainebleau       | 30  | 34 | 10 | 10 | 14 | 45 | 47 | -2   |
| 16   | SR Saint-Dié           | 24  | 34 | 8  | 8  | 18 | 31 | 49 | -18  |
| 17   | Gazélec Ajaccio        | 23  | 34 | 7  | 9  | 18 | 29 | 52 | -23  |
| 18   | AAJ Blois              | 21  | 34 | 6  | 9  | 19 | 26 | 54 | -28  |

 Victoire à 2 points

## Classement final Groupe B[1]
| Rang | Équipe            | Pts | J  | G  | N  | P  | Bp | Bc | Diff |
| ---- | ----------------- | --- | -- | -- | -- | -- | -- | -- | ---- |
| 1    | FC Rouen          | 51  | 34 | 21 | 9  | 4  | 54 | 19 | +35  |
| 2    | FC Mulhouse       | 50  | 34 | 22 | 6  | 6  | 73 | 40 | +33  |
| 3    | US Nœux-les-Mines | 49  | 34 | 19 | 11 | 4  | 46 | 22 | +24  |
| 4    | Le Havre AC       | 46  | 34 | 20 | 6  | 8  | 73 | 38 | +35  |
| 5    | Stade rennais FC  | 44  | 34 | 17 | 10 | 7  | 45 | 26 | +19  |
| 6    | Stade de Reims    | 41  | 34 | 16 | 9  | 9  | 54 | 26 | +28  |
| 7    | AS Angoulême      | 41  | 34 | 17 | 7  | 10 | 50 | 33 | +17  |
| 8    | Angers SCO        | 34  | 34 | 12 | 10 | 12 | 42 | 39 | +3   |
| 9    | EA Guingamp       | 29  | 34 | 12 | 5  | 17 | 43 | 43 | 0    |
| 10   | RCFC Besançon     | 29  | 34 | 9  | 11 | 14 | 45 | 53 | -8   |
| 11   | Stade français 92 | 29  | 34 | 8  | 13 | 13 | 37 | 50 | -13  |
| 12   | USL Dunkerque     | 28  | 34 | 8  | 12 | 14 | 30 | 39 | -9   |
| 13   | Limoges FC        | 28  | 34 | 10 | 8  | 16 | 38 | 60 | -22  |
| 14   | LB Châteauroux    | 25  | 34 | 8  | 9  | 17 | 38 | 51 | -13  |
| 15   | SC Abbeville      | 23  | 34 | 5  | 13 | 16 | 34 | 65 | -31  |
| 16   | Calais RUFC       | 23  | 34 | 8  | 7  | 19 | 28 | 68 | -40  |
| 17   | EDS Montluçon     | 22  | 34 | 7  | 8  | 19 | 22 | 54 | -32  |
| 18   | Stade Quimpérois  | 20  | 34 | 6  | 8  | 20 | 33 | 59 | -26  |

 Victoire à 2 points

## Barrages
- Match entre deuxième : FC Mulhouse - CS Thonon 3-0 / 2-1 (5-1)
- Barrage D1-D2 : FC Mulhouse (D2) - US Valenciennes-Anzin (D1) 5-2 / 1-1 (6-3)
- Match des champions : FC Rouen - Toulouse FC 3-2 / 1-2 (4-4)

## Tableau d'honneur
- Montent en D1 : FC Rouen, Toulouse FC, FC Mulhouse
- Descendent en D2 : US Valenciennes-Anzin, Montpellier HSC, OGC Nice
- Montent en D2 : Olympique d'Alès, CS Blénod, AS Corbeil-Essonnes, Entente Montceau, AS Red Star, ES Viry-Châtillon, Racing Club de Paris (à la suite du rachat du Paris FC)
- Descendent en D3 : SR Saint-Dié, Gazélec Ajaccio, AAJ Blois, Calais RUFC, EDS Montluçon, Stade Quimpérois, Paris FC

## Buteurs
| Place | Joueur           | Nationalité  | Club                   | Buts | Groupe |
| ----- | ---------------- | ------------ | ---------------------- | ---- | ------ |
| 1er   | Žarko Olarević   | Yougoslavie  | Le Havre AC            | 25   | Gr B   |
| -     | Issicka Ouattara | Burkina Faso | FC Mulhouse            | 25   | Gr B   |
| 3e    | Patrick Martet   | France       | Le Havre AC            | 23   | Gr B   |
| 4e    | Pierre Sither    | France       | LB Châteauroux         | 18   | Gr B   |
| -     | Marc Pascal      | France       | Olympique de Marseille | 18   | Gr A   |